# Муниципальное образование город Энгельс
Муниципа́льное образова́ние го́род Э́нгельс — муниципальное образование со статусом городского поселения в составе Энгельсского муниципального района Саратовской области.
Административный центр — город Энгельс.
Есть предложения по объединению муниципальных образований Энгельса и Саратова в единый городской округ с более чем миллионным населением.

## История
Муниципальное образование было создано в соответствии с законом Саратовской области от 27 декабря 2004 года № 106-ЗСО «О муниципальных образованиях, входящих в состав Энгельсского муниципального района». Этим же законом был определён его состав и границы.
На выборах, состоявшихся в марте 2005 года, был сформирован Энгельсский городской Совет депутатов.
Полномочия администрации муниципального образования город Энгельс — с 1 апреля 2005 года.
24 апреля 2013 года в состав городского поселения включены населённые пункты упразднённого Приволжского муниципального образования.

## Население
| 2002     | 2009     | 2010     | 2011     | 2012     | 2013     | 2014     |
| -------- | -------- | -------- | -------- | -------- | -------- | -------- |
| 229 438  | ↗243 627 | ↘204 065 | ↗204 480 | ↗209 103 | ↗214 546 | ↗257 022 |
| 2015     | 2016     | 2017     | 2018     | 2019     | 2020     | 2021     |
| ↗260 983 | ↗263 271 | ↗264 682 | ↗264 990 | ↘264 211 | ↗265 348 | ↘263 704 |
| 2024     | 2025     |          |          |          |          |          |
| ↘260 190 | ↘259 371 |          |          |          |          |          |

## Состав городского поселения
| № | Населённый пункт | Тип населённого пункта        | Население | Площадь (га) |
| - | ---------------- | ----------------------------- | --------- | ------------ |
| 1 | Геофизик         | посёлок                       | ↗434      | 25,0         |
| 2 | Квасниковка      | село                          | ↗2283     | 176,9        |
| 3 | Новоселово       | посёлок                       | ↗533      | 111,0        |
| 4 | Плодосовхоз      | посёлок                       | ↘154      | 16,0         |
| 5 | Прибрежный       | посёлок                       | ↗1492     | 105,3        |
| 6 | Приволжский      | рабочий посёлок               | ↘32 476   | 2026,2       |
| 7 | Энгельс          | город, административный центр | ↘222 115  | 11377,2      |

## Органы местного самоуправления
Высшее должностное лицо муниципального образования — Глава муниципального образования город Энгельс (с 23 февраля 2023 — Шувалов Александр Ильич).
Представительный орган местного самоуправления — Энгельсский городской Совет депутатов (15 депутатов, избираемых на 5 лет), возглавляет Глава муниципального образования город Энгельс.
Исполнительный орган местного самоуправления — администрация муниципального образования город Энгельс.

## Официальные символы
Решением Энгельсского городского Совета от 3 марта 2006 года № 31/01 «Об использовании официальной символики Энгельсского муниципального района Саратовской области» установлено, что до утверждения официальных символов муниципального образования город Энгельс органами местного самоуправления и муниципальными учреждениями используются герб и флаг Энгельсского муниципального района.